# 临山卫城

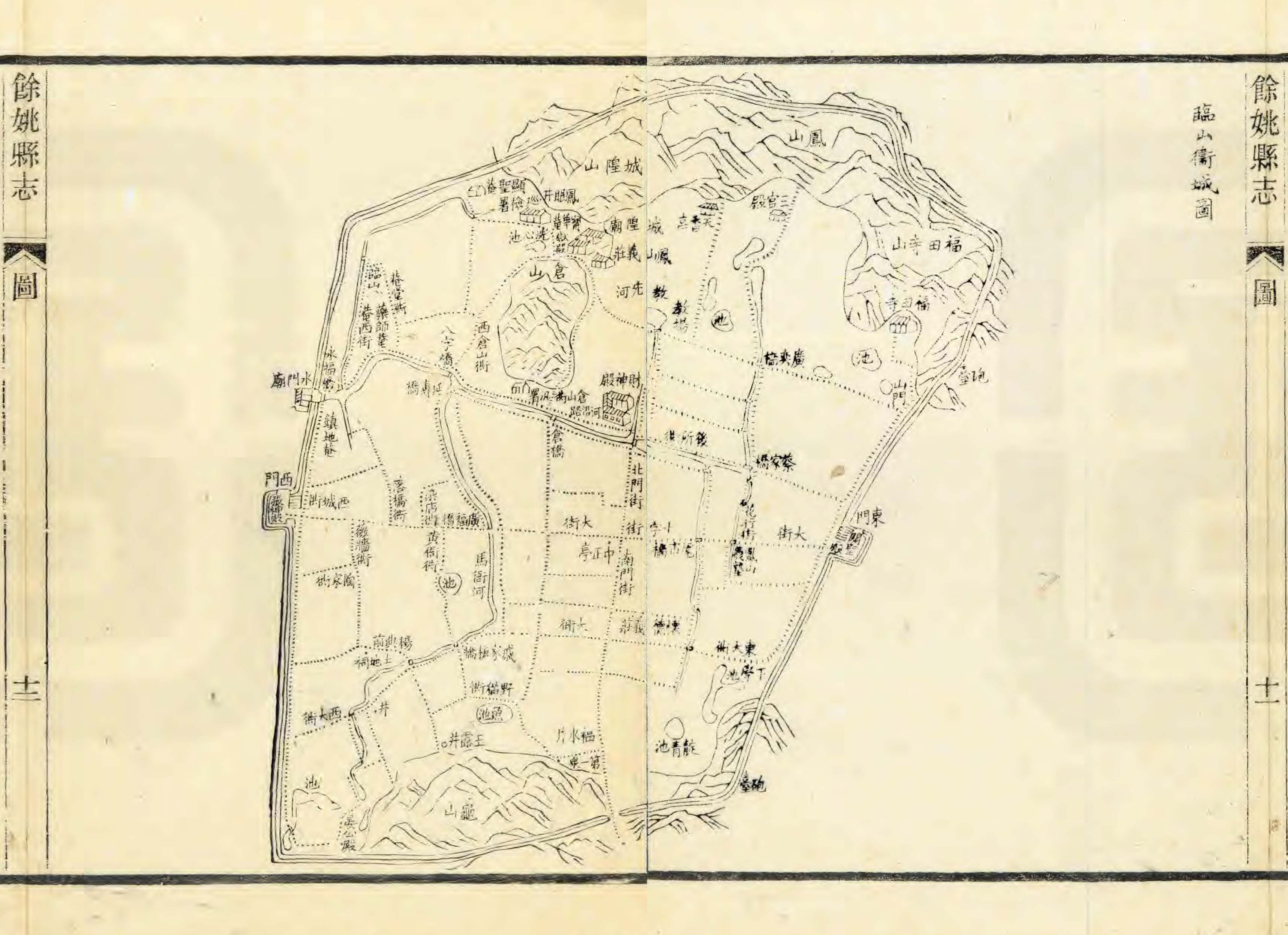
清光绪二十五年（1899）《余姚县志》临山卫城图。

临山卫城位于中国浙江省宁波余姚市临山镇临城村，现存部分城墙遗址及护城河。
临山卫为明朝设置的卫所，以依山临海而得名，洪武二十年（1387）信国公汤和奉诏建置，为明初于绍兴府境内设立的“三卫五所”之一，至清康熙八年（1669）撤销。治所位于余姚县西北六十里之庙山（临山古称），介于沥海所与三山所之间，城北有福田寺山、凤山、城隍山和仓山，城南有龟山，北距海三里，沿海有临山港与泗门港，城内原设有庙山巡检司。

## 卫城建筑
临山卫城墙原呈不规则形，建城时其城石拆自上虞县城、嵊县县城等，城周五里三十步（约2448米），始建时高一丈八尺，后增建至二丈三尺（约7.36米），底厚四丈五尺（14.4米），面厚为其一半（7.2米）。设东西南北四座城门，分别为东门启明门、西门宝成门，南门迎薰门，北门凤鸣门，西门北侧设有水门恩波门，城内设十字街连通各城门。护城河周七百尺（约224米），深一丈五尺（约4.8米）。
原城内的主要建筑有卫指挥署（已不存，其址位于城北凤山南麓，今十字路北端临山镇初级中学一带）、城隍庙（已不存，其址位于城隍山南麓，今教场西路中段一带）、关帝庙（已不存，其址一处位于东门月城内，一处位于福田寺内）、张神殿（已不存，其址位于西门月城内）、晏公殿（已不存，其址位于西南隅）、三官殿（位于凤山南麓，南侧部分建筑曾被改为旗纛庙，现为余姚市文物保护点）和福田寺（位于福田寺山南麓）等。
现状尚存西城墙两段（现为余姚市文物保护点），此外近年重建南城门，城内整体格局和风貌尚存，主要古迹有戚少保祠（教场西路北侧）、阮氏宗祠（桥板西路33号）、邵家老宅（新邵家弄）、宣氏老宅（倪桥路39号，以上均为余姚市文物保护单位）、“麟山第一泉”摩崖石刻（南岭路69号）、三官殿（教场东路北首）、周宅（土地堂弄2-10号）和陶宅（南二弄9号，以上均为余姚市文物保护点）等，以临山卫城为主体的临山镇现为浙江省历史文化名镇。